# ده حاجی حسین (هیرمند)
ده حاجی حسین، روستایی است از توابع بخش مرکزی شهرستان هیرمند در استان سیستان و بلوچستان ایران.

## جمعیت
این روستا در دهستان جهان‌آباد قرار داشته و براساس سرشماری سال ۱۳۸۵جمعیت آن ۹۰نفر (۲۲خانوار) بوده‌است.